# Heliophanus riedeli
Heliophanus riedeli este o specie de păianjeni din genul Heliophanus, familia Salticidae, descrisă de Schmidt, 1971. Conform Catalogue of Life specia Heliophanus riedeli nu are subspecii cunoscute.